# إريك سيمونز
إريك أوين سيمونز (مواليد 9 مارس 1962، كيب تاون) (بالإنجليزية: Eric Owen Simons)‏ مدرب كريكيت جنوب إفريقي ولاعب كريكت سابق. درّب المنتخب الجنوب أفريقي لمدة عامين، وتم استبداله في عام 2004 بالمدرب راي جينينغز.